# Kroktjärnen (Nordmarks socken, Värmland)
Kroktjärnen är en sjö i Filipstads kommun i Värmland och ingår i Göta älvs huvudavrinningsområde.